# Cơm gà

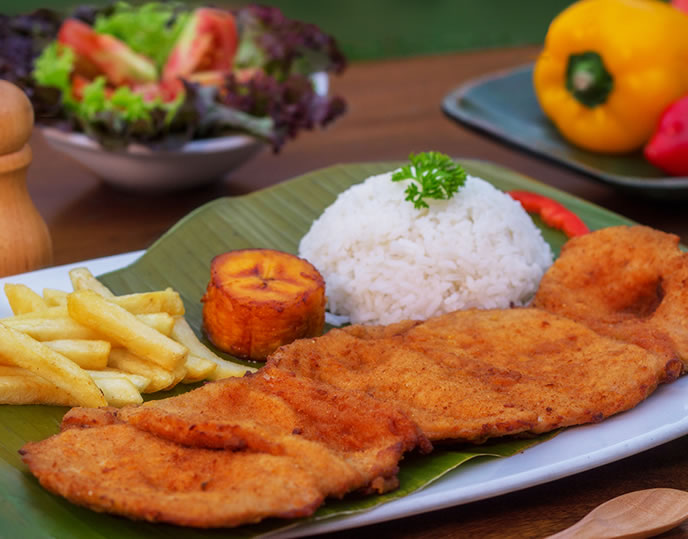
Một món cơm gà của Colombia.

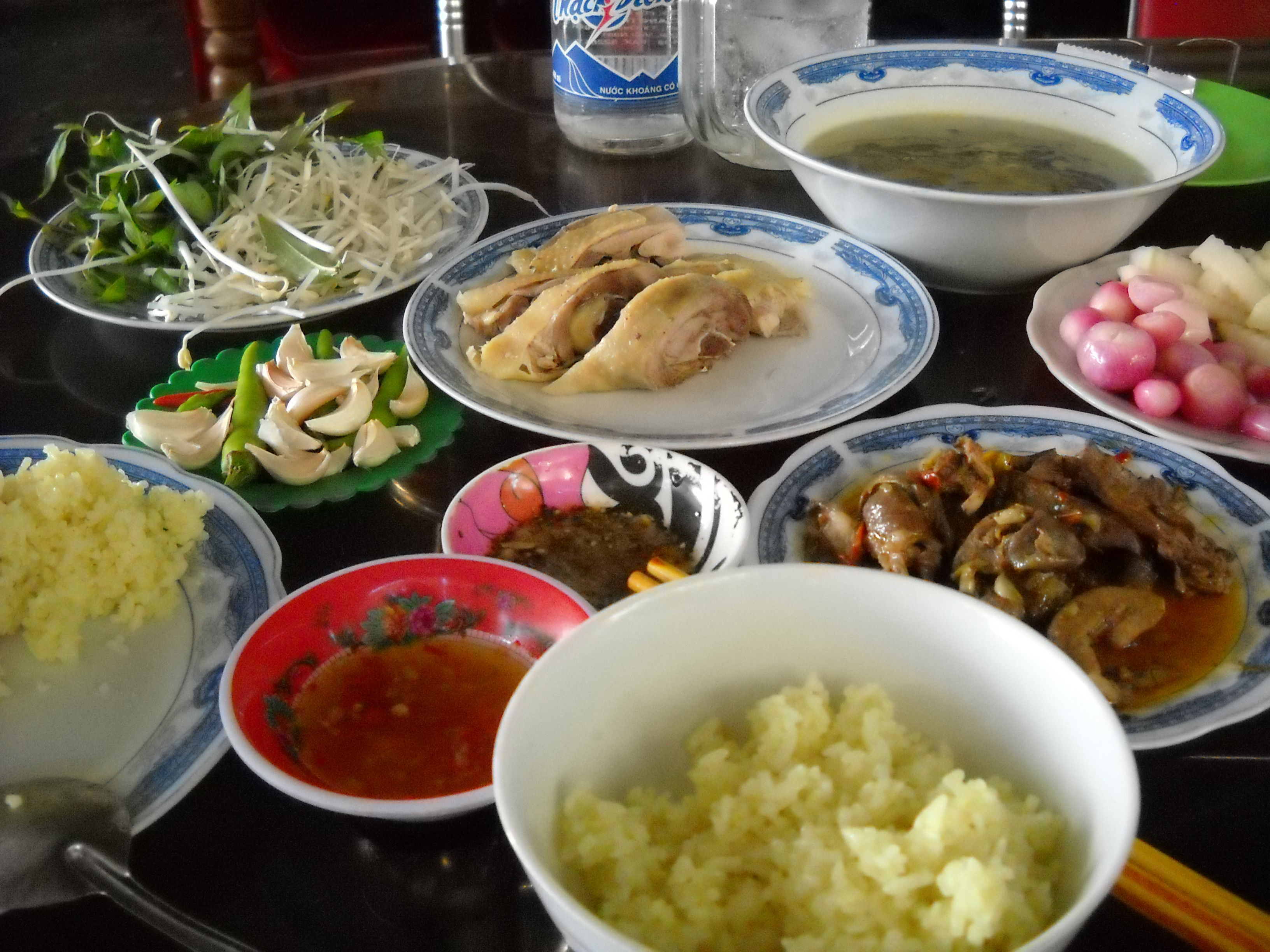
Cơm gà tại Tam Kỳ, Quảng Nam.

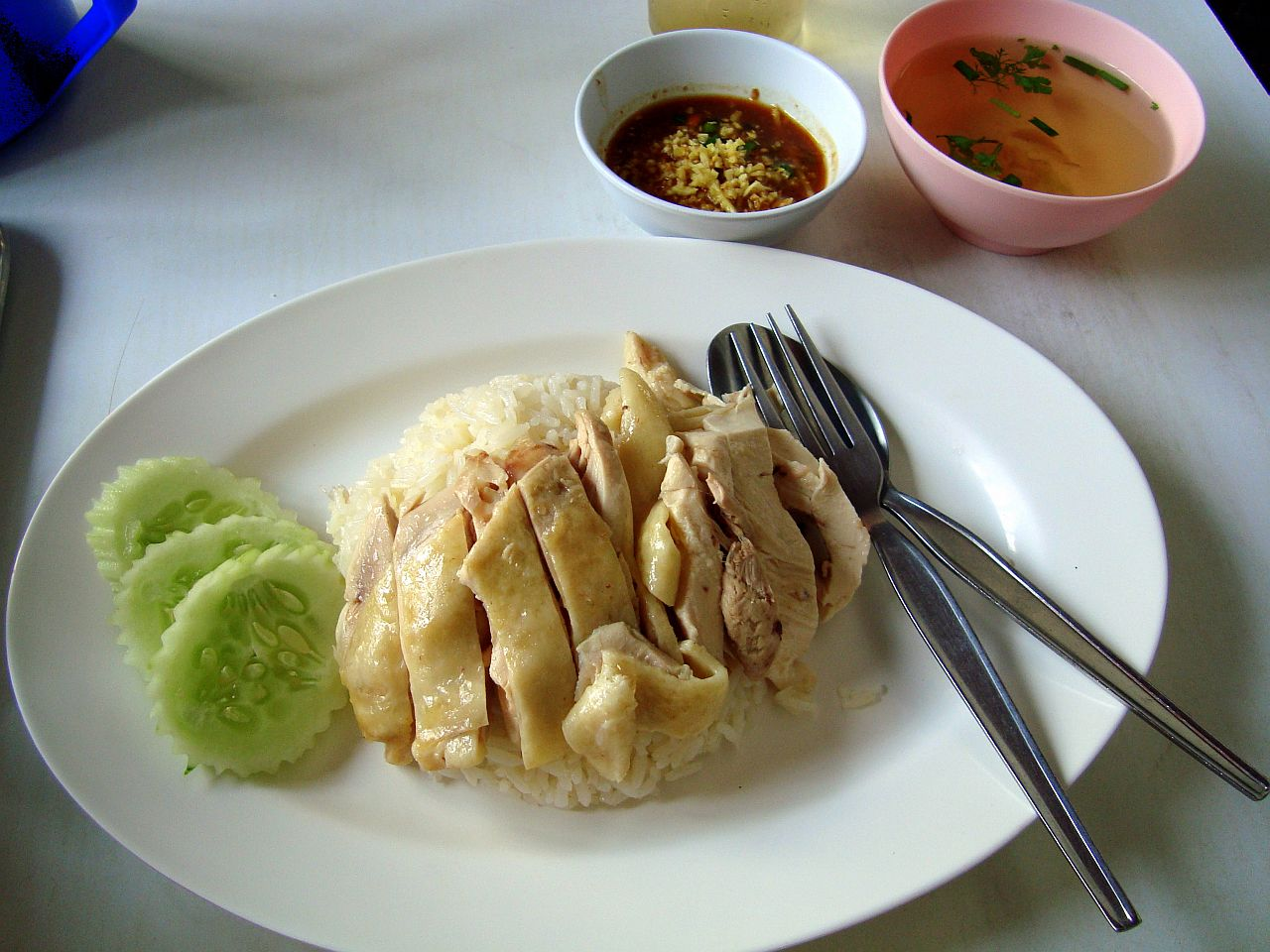
Khao mun kai, cơm gà Thái Lan.

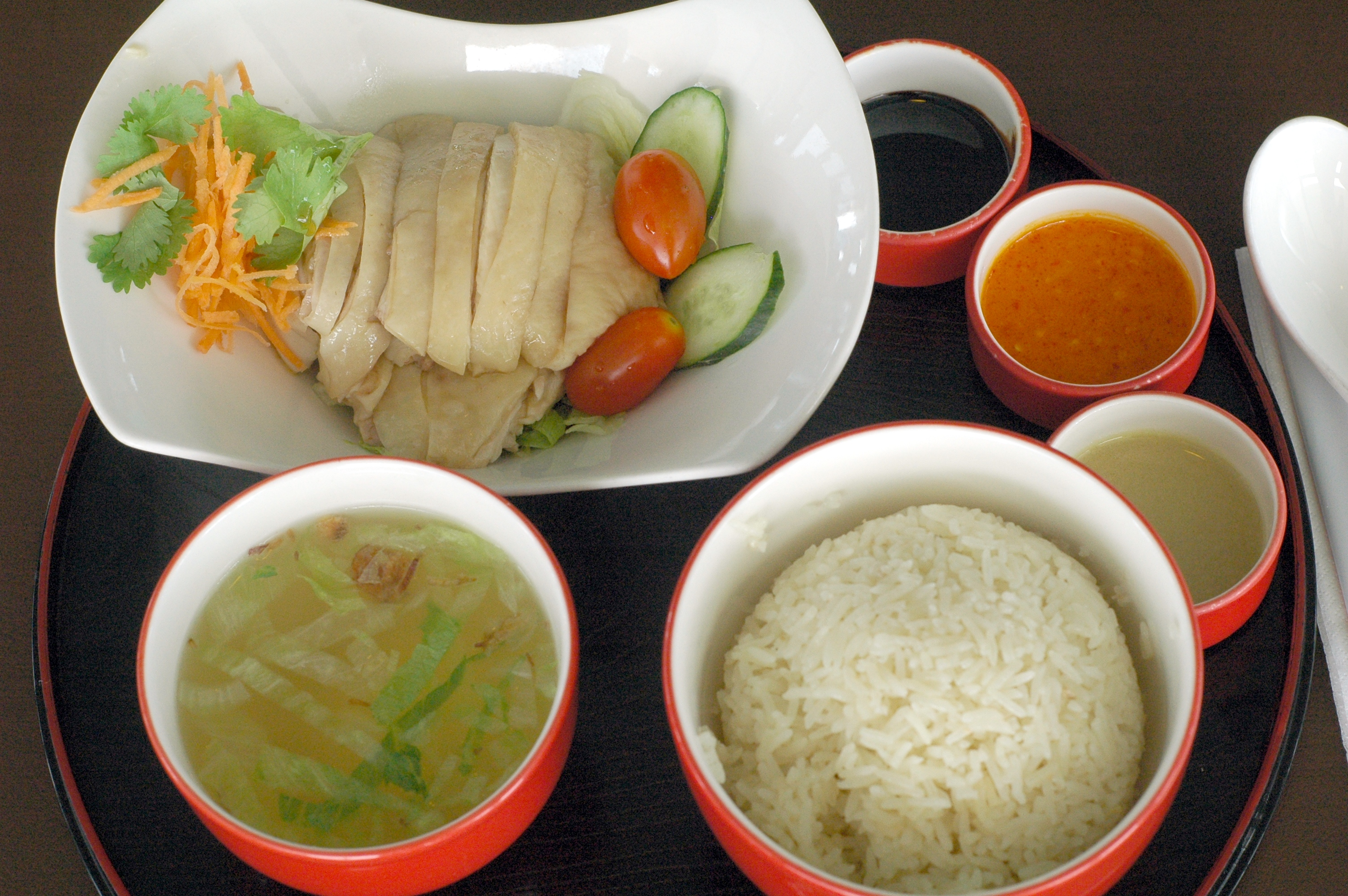
Cơm gà Hải Nam, Trung Quốc tại Singapore.

Cơm gà là món ăn được chế biến và trình bày với hình thức cơm và thịt gà. Cơm có thể dùng là cơm trắng hoặc cơm chiên, cơm rang và thịt gà được trình bày thông thường là đùi gà hay cánh gà. Món cơm gà tương đối dễ làm và phổ biến. Nhưng tùy theo từng quốc gia và tập tục địa phương mà có những phương cách thực hiện khác nhau.

## Trên thế giới

### Châu Mỹ Latin
Cơm gà cũng là một món ẩm thực truyền thống của Tây Ban Nha và các nước châu Mỹ Latin đặc biệt là Colombia, Cuba, Costa Rica, Honduras, Nicaragua, Venezuela, Panama, Peru và Puerto Rico. Tại Cộng hòa Dominica nó được gọi là locrio de pollo và Saint Martin nơi nó được gọi là lokri hay locreo, nhìn chung các nước này có món cơm gà với tên gọi là Arroz con pollo (có nghĩa là cơm ăn với gà).
Có một số tranh luận nguồn gốc của nó là ở Tây Ban Nha hay là Puerto Rico. Puerto Rico coi nó như một trong những công thức nấu ăn cổ điển của đất nước này, có những lưu ý về thành phần Bia và Cari hiếm khi được sử dụng trong nấu ăn Tây Ban Nha và không bao giờ trong món arroz con Pollo. Cari thường được sử dụng trong ẩm thực Puerto Rico nấu ăn đặc biệt trong các món cơm như arroz con gandules (gạo với thịt lợn và đậu pigeon) và arroz con Maiz (gạo với ngô và xúc xích). Bia có trong nhiều món ăn Puerto Rico như Pollo guisado (gà hầm) và asopao de Pollo (cơm gà hầm). Arroz con Pollo và món cơm Puerto Rico được đánh giá cao nhất.
Nhà thực phẩm học Elisabeth Lambert Ortiz, trong khi đề cập vào các khía cạnh quốc tế của món ăn này đã lưu ý rằng nguồn gốc của nó ở Tây Ban Nha dưới dạng cơm thập cẩm và đã được phản ánh là có ảnh hưởng quốc tế trong việc hình thành món ăn, gà được đưa từ Ấn Độ và gạo từ châu Á thông qua việc giới thiệu từ các thương nhân Phoenicia còn cà chua và ớt (còn gọi là sofrito) lại là của người bản địa ở châu Mỹ.

### Châu Á

#### Ấn Độ
Ở Ấn Độ, món ăn cơm gà còn có tên gọi là Biriyani, hay còn được biết đến là món cơm gà chiên hoặc cơm gà nướng. Ngoài gạo Basmati, cơm còn được pha trộn với hành tím, thì là, quế, đậu Hà Lan, hạt điều, gừng, là món ăn tốt cho những người muốn giảm cân vì hàm lượng calo rất thấp.

#### Brunei
Ở Brunei, có món cơm gà nướng Brunei khi đến chợ đêm ở Brunei, du khách sẽ thưởng thức món cơm gà nướng ở đây. Phần ăn khá đơn giản với cơm trắng, một phần thịt gà nướng vàng cùng ít dưa leo, cà chua.

#### MalaysiavàSingapore
Tại Malaysia, có món Cơm gà Hải Nam tại các quán ăn đường phố, vì Xuất thân của món ăn này là các cư dân từ đảo Hải Nam, Trung Quốc. và ở Singapore cũng thường thấy món ăn này, nên nó còn có tên gọi khác là cơm gà Hải Nam Singapore. Một phần cơm gà gồm có cơm dẻo nấu từ nước dùng gà, thịt gà thái miếng, chén muối tiêu chanh và chén nước dùng.

#### Nhật Bản
Ở Nhật Bản có món cơm gà Nhật Bản (Oyakodon, trong đó "Oya" có nghĩa là "bố mẹ" tức thịt gà, "ko" có nghĩa là "con" tức trứng gà, còn "don" là tên gọi chung của các nguyên liệu ăn kèm). Món này phải ăn lúc còn nóng thì mới thưởng thức hết vị thơm ngon. Điểm đáng chú ý nhất chính là thịt gà, từng miếng thịt gà chín mềm nhưng không bở, được thấm nước sốt vừa đậm lại có vị hơi cay.

#### Việt Nam
Ở Việt Nam, ngày nay món cơm gà đã trở thành phổ biến, cơm gà vùng miền nào ở Việt Nam cũng có nhưng mỗi nơi chế biến mỗi khác, đáng chú ý là món cơm gà Phan Rang hấp dẫn không chỉ do cách nấu mà còn do chất lượng thịt gà. Nhìn chung, cơm gà là món dễ nấu nhưng không phải ai nấu cũng ngon vì phụ thuộc vào thịt gà, chẳng hạn như gà thả vườn bắp thịt rắn chắc do vận động nhiều, da bên ngoài có màu vàng tự nhiên trong khi đó những con gà công nghiệp bắp thịt thường nhão do thiếu vận động và ít tiếp xúc ánh nắng nên da thường có màu trắng và như vậy sẽ có sự khác biệt về chất lượng. Ngoài ra, yếu tố nước luộc gà thanh ngọt thấm vào từng hạt cơm là bí quyết không chỉ giúp hạt cơm chín mềm, thơm béo mà còn có màu vàng ươm đẹp mắt.
Cơm gà ở Việt Nam còn có các hình thức như cơm gà xối mỡ, đây là món quen thuộc với người dân ở Thành phố Hồ Chí Minh, món này đã có mặt ở đây từ lâu. Trong chế biến, xối mỡ có nghĩa là gà cho vào vỉ nướng rồi rưới mỡ lên liên tục, và nhờ thế gà vừa chín vừa ráo mỡ, ăn không ngán. Gà xối mỡ có ưu điểm là giòn rụm sâu và đến cả phần xương, phần da bên ngoài thì béo ngậy. Ngoài ra, cơm gà giá rẻ ở Việt Nam còn được bày bán trong các siêu thị với giá cả phải chăng so với các quán bình dân.

## Hình ảnh

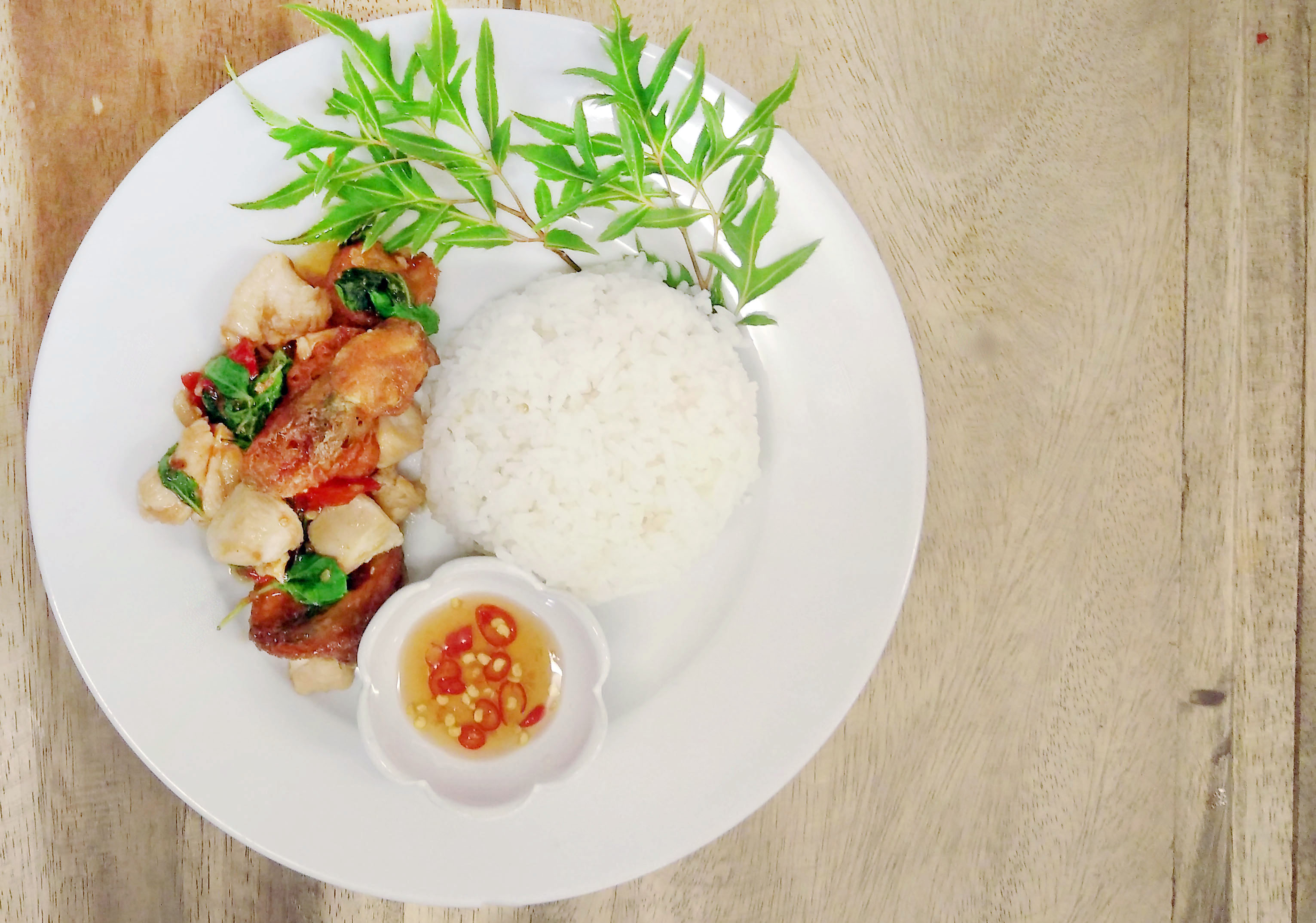